# Vaughn (Nouveau-Mexique)
Pour les articles homonymes, voir Vaughn.
Vaughn est une localité américaine située dans le Comté de Guadalupe, au Nouveau-Mexique. Selon le recensement de 2010, sa population est de 446 habitants.